# Aparat
Aparat (em persa: آپارات, Âpârât) é uma plataforma iraniana de compartilhamento de vídeos e mídia social criada em 2011 pela Saba Idea. Com sede em Teerã, Irã, tornou-se o serviço de compartilhamento de vídeos mais visitado do Irã, oferecendo uma gama diversificada de conteúdo em vários gêneros, incluindo entretenimento, educação e notícias. Sua base de usuários ultrapassa 60 milhões de usuários mensais. A plataforma também registrou 21 milhões de visualizações de página diárias, totalizando aproximadamente 7,6 bilhões anualmente.

## História
O Aparat foi lançado no Irã em fevereiro de 2010, durante as restrições a plataformas internacionais de vídeo. Segundo seu gerente, Shakouri, a criação do serviço atendeu à demanda por uma alternativa local. Em fevereiro de 2011, foi lançado o app Android, e em dezembro de 2012, o site atingiu 1 milhão de visualizações. A versão para iOS surgiu em julho de 2013, e, no mesmo ano, o Aparat realizou seu primeiro concurso fotográfico em parceria com a prefeitura de Teerã. Em abril de 2014, o presidente iraniano criou o primeiro canal oficial do governo no serviço, seguido por outras autoridades e personalidades. A plataforma transmitiu a Copa do Mundo de 2014 e organizou o concurso de talentos "Iranian Prodigies". Em outubro de 2014, registrava mais de 4 milhões de visualizações diárias. No mês seguinte, lançou o "Aparat Kids" e, em janeiro de 2015, o Filimo, serviço de streaming de filmes e séries iranianos e internacionais.

## Funcionalidades e serviços
Aparat é uma plataforma de compartilhamento de vídeos que permite a visualização gratuita da maioria dos conteúdos, embora alguns vídeos possam ser restritos por paywall, conforme decisão do uploader. Os usuários podem enviar vídeos em diversos formatos, como MPEG, 3GP, WebM, MKV, AVI e MP4, com um limite de tamanho de 1500 MB (ou mais para contas aprovadas), e assinantes têm acesso a uploads e visualizações em alta definição (HD). Desde julho de 2015, o serviço suporta legendas, facilitando a expansão para públicos não persas, e os vídeos podem ser marcados com tags ilimitadas. Para enviar vídeos, é necessário cadastro, e os usuários podem interagir com comentários, seguir outros membros e acessar estatísticas, com contas divididas em verificadas (com selo verde) e não verificadas. Os vídeos devem ser categorizados em temas como jogos, educação, comédia, religião, política e outros, e o Aparat oferece opções de incorporação e download para contornar a baixa velocidade da internet iraniana. A plataforma também abriga canais oficiais de figuras públicas e marcas, totalizando 201 verificados, e permite que criadores monetizem seus conteúdos através de programas pagos. Em 2014, foi lançado o concurso "Iranian Prodigies" para descobrir talentos, com milhares de inscrições, e em dezembro do mesmo ano, o "Aparat Kids" foi introduzido, oferecendo um ambiente seguro para crianças, com aplicativos disponíveis para Android e Windows Phone.

## Impacto social
Como parte da censura na internet no Irã, o uso de plataformas internacionais como o YouTube foi gradualmente restrito. O principal desafio do Aparat era oferecer aos usuários iranianos recursos equivalentes aos dos serviços estrangeiros, levando ao lançamento de um aplicativo Android em dezembro. Em 12 de janeiro de 2013, a IRIB exibiu um documentário no Aparat durante o programa "Café So’al" da TV nacional. O site ocupa o terceiro lugar no ranking do Alexa entre os sites iranianos e o 47º globalmente, com 12% do tráfego vindo de países vizinhos, como Afeganistão, Azerbaijão e Tajiquistão. Seu aplicativo está disponível para Android, iOS e Windows Phone. Em abril de 2015, a ONU criou um canal oficial no Aparat para divulgar suas atividades, com cerca de 60 vídeos publicados, iniciativa elogiada por Gary Lewis, coordenador residente da ONU no Irã.